# Carl Fredrik Ström
Carl Fredrik Ström, född 18 mars 1816 i Göteborg, död 5 januari 1907 i Stockholm, var en svensk litograf, etsare och konstpedagog.
Han var son till snickargesällen Fredrik Ström och Carolina Olsson och gift 1841 med Augusta Eleonora Ström Unge (1820-1893). Efter utbildning till litograf i Göteborg flyttade Ström till Stockholm 1838. Han arbetade först som föreståndare vid den grafiska avdelningen vid Generalstabens litografiska anstalt innan han tillsammans med Axel Salmson etablerade ett litografiskt tryckeri i Stockholm 1846. När Salmson 1848 lämnade verksamheten drev han företaget vidare som ensam ägare. Han anställdes som överlärare vid Slöjdskolan 1872 och var lärare vid Tekniska skolan 1878–1892. Hans grafiska produktion består av etsningar med motiv från Varnhem och Skokloster samt litografier över Stockholm och dess omgivningar. Hans Karta öfver landsvägarne uti Sverige och Norrige ingick i Gustaf Henrik Mellins Vägledning för resande i Sverige som utgavs 1846. Ström är representerad vid Nationalmuseum och Jernkontorets samlingar i Stockholm.